# 伊甸都市
《伊甸都市》（日語：エデンの都市／エデンのまち）是日本女性歌手觀月亞里莎的第2張單曲。

## 概要
- 該單曲是由當紅女子樂團PRINCESS PRINCESS的成員奧居香（日语：岸谷香）擔任企劃製作。
- 也是觀月亞里莎本身個人單曲中，A面歌曲沒有被用來作商業搭配的唯一單曲。
- 累計至目前為止創下18萬張的銷售紀錄。

## 收錄歌曲
1. 伊甸都市
作詞：田口俊（日语：田口俊），作曲：奧居香（日语：岸谷香），編曲：奧居香&路正德
2. 作詞：富田京子（日语：富田京子），作曲：奧居香，編曲：奧居香&笹路正德

## 收錄專輯
- ARISA（日语：ARISA (観月ありさのアルバム)）
- FIORE -ARISA COLLECTION-（日语：FIORE (観月ありさのアルバム)）
- HISTORY ～ALISA MIZUKI COMPLETE SINGLE COLLECTION～（日语：HISTORY〜ALISA MIZUKI COMPLETE SINGLE COLLECTION〜）
- VINGT-CINQ ANS（日语：VINGT-CINQ ANS）

## 外部連結
- YouTube上的 （日語）